# Bertrand Delanoë
Bertrand Delanoë (Tunis, 30 mei 1950) is een Franse socialistische politicus, en was van 25 maart 2001 tot 31 maart 2014 burgemeester van Parijs.
Delanoë groeide op in Bizerte als zoon van een landmeter. Toen hij veertien jaar oud was verhuisde het gezin naar Rodez.
Hij is sinds 1971 lid van de socialistische partij (Parti Socialiste). Zijn mandaat als burgemeester werd gekenmerkt door een streven naar duurzaamheid, met een accent op het verbeteren van het openbaar vervoer en het terugdringen van de auto uit de stad.
Tijdens zijn burgemeesterschap werd onder andere de expresweg beneden aan de linker Seine-oever autovrij gemaakt en werd Vélib' ingevoerd, dat daarna als inspiratie diende voor soortgelijke fietsdeelsystemen in andere steden ter wereld.
Delanoë is openlijk homoseksueel. In oktober 2002 pleegde een Maghrebijnse immigrantenzoon, die hem om zijn homoseksualiteit verfoeide, een moordaanslag op hem. Delanoë raakte hierbij slechts lichtgewond.
Delanoë bracht in september 1999 het boek Pour l'honneur de Paris uit en in september 2004 het boek La vie, passionnément.
In 2014 werd hij als burgemeester opgevolgd door Anne Hidalgo, eveneens van de Parti Socialiste.
- Bibliothèque nationale de France: cb12556988h (data)
- Gemeinsame Normdatei: 124113397
- International Standard Name Identifier: 0000 0001 2118 0440
- Library of Congress Control Number: nr00028936
- Bibliotheek van het Japanse parlement: 01093524
- Nationale Bibliotheek van Israël: 987007412591905171
- Système universitaire de documentation: 034862102
- Virtual International Authority File: 2587929
- WorldCat: E39PBJrCbYpRvCVwdHt7Q6Y3wC